# 施志清
施志清（1933年—2017年1月8日），浙江杭州人。中国人民解放军中将。

## 生平
1951年参加中国人民解放军，1953年加入中国共产党。毕业于解放军步兵学校。1993年，接替杜玉福，担任南京军区空军政治委员。1996年，由沙显明接任。1988年，被授予空军少将军衔。1993年，授中国人民解放军中将军衔。
2017年1月8日，在上海逝世。